# Русс, Карл
Карл Русс (нем. Karl Ruß) — немецкий этнограф и зоолог, издал несколько книг о поведении птиц, а также издавал газету и журнал по орнитологии.
Изучал фармацию и естественные науки в столице Германии городе Берлине, главное внимание обращал на жизнь комнатных птиц, чему и посвятил впоследствии множество научных работ.
Карл Русс вырос в семье потомственных фармацевтов и некоторое время продолжал семейное дело работая провизором в различных городах на севере Германии. Однако, в 1863 году страсть к орнитологии окончательно взяла верх, и Карл оставил семейный бизнес, целиком посвятив себя изучению птиц.